# Grup de muntanyes Retezat-Godeanu

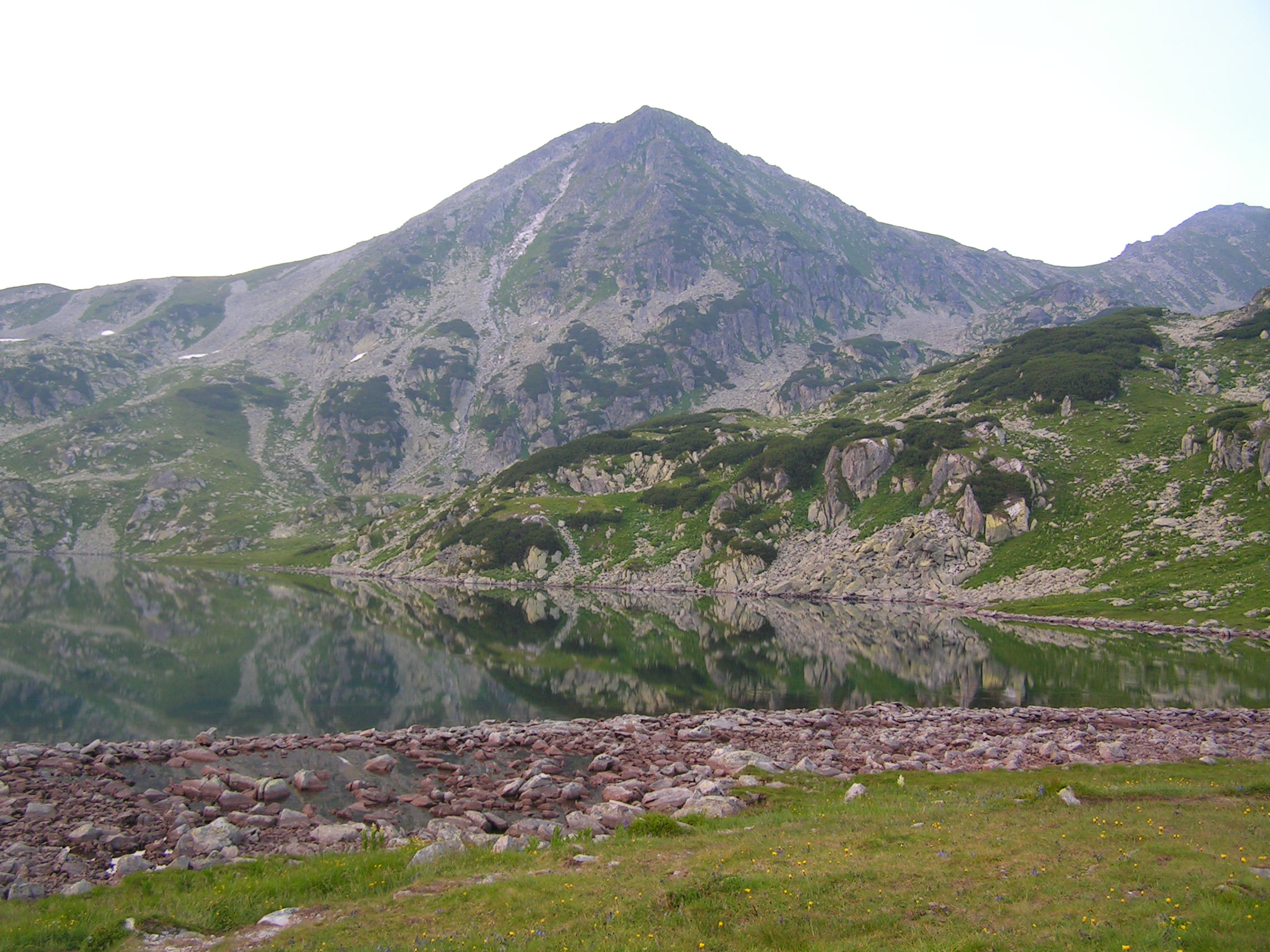
Llac Bucura, el llac glacial més gran de Romania

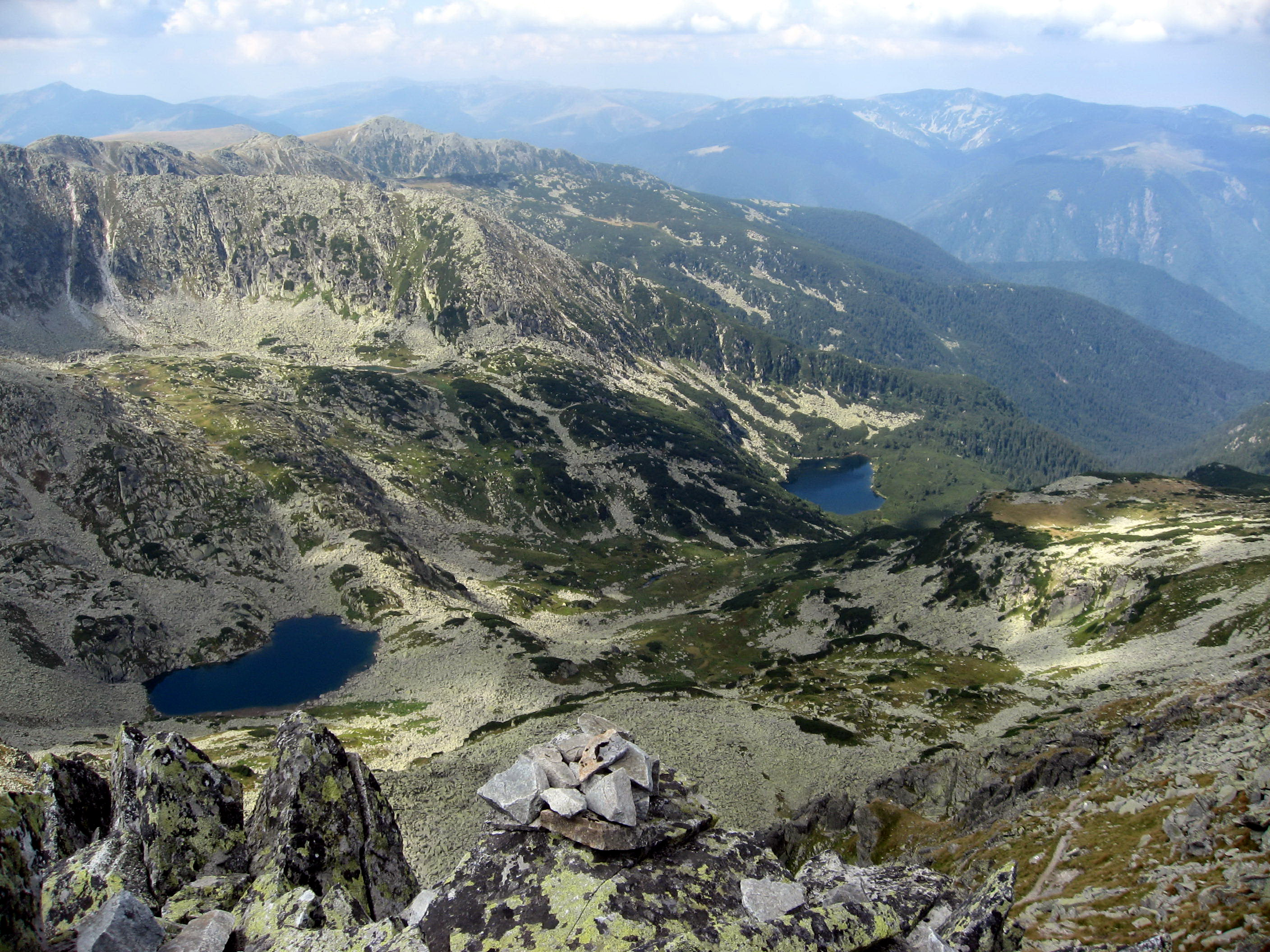
Llacs glacials a les muntanyes del Retezat

El grup de muntanyes Retezat-Godeanu és un subgrup de muntanyes dels Carpats del sud. Rep el nom de la muntanya més alta del grup, les muntanyes Retezat.

## Límits
El grup Retezat-Godeanu està delimitat:
- a l'est, al costat del riu Jiu;
- a l'oest, per la bretxa Timiş-Cerna (riu Cerna i riu Timiş);
- al nord, al costat del riu Bistra i la depressió de Haţeg.

## Muntanyes
- Muntanyes Retezat (Munții Retezat ; literalment: Muntanyes Hewed)
- Muntanyes Godeanu (Munții Godeanu)
- Muntanyes de Vâlcan (Munții Vâlcan)
- Muntanyes de Mehedinţi (Munții Mehendinţi)
- Muntanyes de Cerna (Munții Cernei)
- Muntanyes Ţarcu (Munţii Ţarcu ; literalment: Muntanyes Pen)